# Авілов (Родіоново-Несвітайський район)
Авілов — хутір у  Родіоново-Несвітайському районі Ростовська область, Росія. Хутір положено над лівою притокою Тузлової річкою Малий Несвітай. 
Входить до складу Родіоново-Несвітайського сільського поселення. 